# Numenius tahitiensis
Numenius tahitiensis е вид птица от семейство Бекасови (Scolopacidae). Видът е световно застрашен, със статут Уязвим.

## Разпространение
Видът е разпространен в Американска Самоа, Гуам, Кирибати, Маршалови острови, Микронезия, Малки далечни острови на САЩ, Науру, Нова Зеландия, Ниуе, Острови Кук, Питкерн, Северни Мариански острови, Самоа, Соломоновите острови, САЩ, Токелау, Тонга, Тувалу, Уолис и Футуна, Фиджи, Френска Полинезия и Чили.